# Фанні Хілл
Фанні Хілл. Мемуари жінки для втіх (англ. Fanny Hill, Memoirs of a Woman of Pleasure) — еротичний роман англійського письменника Джона Клеланда, вперше опублікований в Лондоні в 1748 році. Вважається «першою оригінальною англійською прозовою порнографією та першою порнографією, що використовує форму роману».
У тексті роману немає «брудних слів» чи явних наукових термінів, замість яких для опису геніталій використовується безліч літературних засобів, серед яких широко представлені евфемізми. Прикладом іншого засобу — психологічного заміщення — є називання вагіни «нижнім ротом». Проте це одна з найбільш переслідуваних і заборонених книг в історії англійської літератури.

## Сюжет
Роман складається з двох довгих листів (томи I та II оригінального видання), написаних Френсіс («Фанні») Хілл — багатою англійкою середніх років, яка веде життя в достатку зі своїм люблячим чоловіком Чарльзом та їхніми дітьми. Листи адресовані неназваній знайомій, до якої Фанні звертається «Мадам». У листах, керуючись «абсолютно неприкритою правдою» як принципом, Фанні розповідає про «скандальні етапи» свого життя.
Перший лист починається з короткої розповіді про бідне дитинство Фанні в ланкаширському селі. У 14 років вона втрачає батьків через віспу і добирається до Лондона у пошуках роботи як прислуга. Але не знаходить її і потрапляє до борделю. Вона бачить сексуальний контакт між потворним літнім подружжям та молодою привабливою парою; також бере участь у несподіваному лесбійському побаченні з Фібі, бісексуальною повією. Клієнт Чарльз умовляє Фанні втекти. Вона втрачає цноту з Чарльзом і стає його коханкою. Чарльза відправляють у південні моря, а Фанні залишається у розпачі та бідності. Вона змушена стати утриманкою багатого торговця на ім'я містер Х. Насолодившись коротким періодом стабільності, вона знаходить, що містер Х має сексуальні стосунки з її власною покоївкою. Як помсту Фанні спокушає Вілла, молодого лакея містера Х. Їх знаходить містер Х., який виганяє Фанні. Вона стає повією для багатих клієнтів у будинку задоволення, яким керує місіс Коул. На цьому закінчується перший лист.
Другий лист починається з роздумів про втому від писання про секс і про труднощі вибору золотої середини між вульгарністю та «перлинними метафорами та напускними алегоріями». Потім Фанні описує свої пригоди в будинку місіс Коул, включаючи публічну оргію, ретельно організований продаж своєї фальшивої «цноти» багатому простаку, садомазохістський сеанс з чоловіком зі взаємним шмаганням лозинами. Це перемежується розповідями, в яких Фанні безпосередньо не бере участі — три інші дівчини описують свою втрату цноти, німфоманка Луїза спокушає недоумкуватого «добродушного Діка». Фанні також описує анальний секс між двома хлопцями-підлітками (сцена була видалена в кількох пізніших виданнях). Зрештою Фанні йде з проституції і стає коханкою багатого та респектабельного чоловіка 60 років. Цей етап життя Фанні веде до її інтелектуального розвитку і робить багатою, коли її коханий помирає від раптової застуди. Незабаром після цього вона випадково зустрічається зі своїм першим коханцем Чарльзом, який бідняком повернувся до Англії після загибелі його корабля. Фанні пропонує свої статки Чарльзу, але він наполягає на одруженні з нею.

## Критика
Роман написано довгими складнопідрядними реченнями з безліччю додаткових зворотів. Його мораль традиційна на той час — засуджується содомія і порок, схвалюються лише гетеросексуальні союзи, засновані на взаємному коханні.
Американський літературний критик Джон Холландер характеризує сюжет як «оперний», він вважає, що «мова книги і характер головної героїні — її найкращі якості».
Історик мистецтва Йоганн Вінкельманн рекомендував вивчати цю роботу за «її тонку чутливість і благородні ідеї», виражені у «піднесеному піндаричному стилі».
За словами літературного критика Томаса Голмса, Фанні і місіс Коул із засудженням розцінюють гомосексуальність: «ця дія підриває не лише головування чоловіка над жінкою, а й закон природи, що сприймається ними щодо ролі відносин і продовження роду».
Андреа Гаслангер (англ. Andrea Haslanger) стверджувала у своїй дисертації, що в 18-му столітті оповідання від першої особи швидше розмиває, ніж відокремлює особистість у класичних епістолярних романах, у тому числі і «Фанні Хілл». Гаслангер писала, що «парадокс порнографічного оповідання у тому, що воно мобілізує одні аспекти першої особи (опис інтимних подробиць) і викорінює інші (демонстрацію незгоди чи опору)». Враховуючи це, вона ставить питання про те, «чи позначає „я“ свідомість або тіло, або і те, і те».

## Історія публікацій
Імовірно, роман був частково написаний до 1740, коли Клеланд знаходився в Бомбеї як співробітник Ост-Індської компанії. Остаточна версія написана, коли автор перебував у борговій в'язниці Лондона. Роман був опублікований двома частинами — 21 листопада 1748 року і в лютому 1749 року. Видавцем були Фентон Гріффітс та його брат Ральф, роман був підписаний «Г. Фентон».
Спочатку ніякої урядової реакції на роман не було. Однак у листопаді 1749 року, через рік після публікації першої частини, Джона Клеланда і Ральфа Гріффітса було заарештовано і звинувачено в «розбещенні підданих короля». У суді Клеланд відмовився від роману і до нього звинувачення були офіційно зняті.
Зі збільшенням популярності книги з'являлися піратські видання.
У 19 столітті книгу нелегально продавали у Великій Британії, США та інших країнах. У 1887 році вийшло французьке видання з ілюстраціями Едуарда-Анрі Авріла.
Критичне видання Пітера Сабора (Peter Sabor) включає бібліографію та пояснювальні примітки. Його збірка «Зліт „Фанні Хілл“» містить кілька нарисів на історичні, соціальні та економічні теми, що лежать в основі роману.

### Подолання цензури Великої Британії
У 1960 році суд Великої Британії розглядав справу R v Penguin Books Ltd, в якому видавництву Penguin Books було висунуто державне звинувачення відповідно до Закону про непристойні публікації 1959 року через публікацію роману «Коханець леді Чаттерлей». Але суд виніс виправдувальний вердикт та дозволив продовження поширення роману. Ґрунтуючись на цьому прецеденті, у 1963 році видавництво Mayflower Books підготувало безцензурний варіант «Фанні Хілл» у м'якій обкладинці. Поліція дізналась про видання за кілька днів до широкого продажу. Помітивши рекламу у вітрині лондонського магазину Magic Shop, офіцер купив книгу та доставив її мировому судді, який видав ордер на обшук. У той же час два офіцери з загону моралі відвідали магазин Mayflower Books. Вони опитали видавця та конфіскували п'ять екземплярів книги, повернулися до Magic Shop та конфіскували ще 171 екземпляр. У грудні господаря Magic Shop викликали до суду за статтею 3 Закону про непристойні публікації 1959 року. На той час видавництво вже розпродало 82 тис. екземплярів книги, але судили саме власника магазину Magic Shop, хоча видавництво і взяло на себе судові витрати. Суд відбувся у лютому 1964 року. Захист стверджував, що «Фанні Хілл» є джерелом історичних відомостей, що книжка уславлює нормальний секс без збочень, є скоріше еротичною, ніж порнографічною. Звинувачення заперечило, наголосивши на наявність нетипової сцени з бичуванням, і виграло справу. Видавництво вирішило не подавати апеляцію.
У січні 1964 року видавництво Luxor Press надрукувало роман у версії, ідентичній виданню 1963 року. На задній обкладинці надруковано відгуки від The Daily Telegraph та критикині Марганіти Ласкі. За кілька років було багато перевидань.
Справа Mayflower Books висвітлила зростаючу невідповідність між законами про непристойність та ліберальним суспільством, яке розвивалося у Великій Британії наприкінці 1960-х років. Разом із справою Penguin Books ці процеси відіграли важливу роль у зміні поглядів настільки, що у 1970 році у Великій Британії вже легально була опублікована версія «Фанні Хілл», що не пройшла цензуру.

### Видання в США: судові переслідування та дозвіл
Книга потрапила до Сполучених Штатів на початку 19 століття. 1821 року суд штату Массачусетс оголосив «Фанні Хілл» поза законом. Це була перша в історії США справа із заборони книги через її «непристойність» . Видавець Пітер Холмс (англ. Peter Holmes) був звинувачений у псуванні, розбещенні та руйнуванні моральності молоді . Холмс подав апеляцію до Верховного суду штату Массачусетс. Він стверджував, що суддя, спираючись лише на опис обвинувачення, навіть не бачив книги. Але Верховний суд штату апеляцію відхилив. Головний суддя писав, що Холмс — «скандальна і зловмисна особистість», яка прагне «спокусити і розбестити» мирних громадян і «навіяти їм хтиві бажання», а щодо змісту роману, «видана книга така непотрібна, огидна і непристойна, що для суду образливо навіть її згадка у документах» . Роман був визнаний непристойним, його було заборонено друкувати, продавати, купувати чи розповсюджувати.
У 1963 році видавництво G. P. Putnam's Sons підготувало видання книги у Сполучених Штатах під назвою «John Cleland's Memoirs of a Woman of Pleasure» (Мемуари Джона Клеланда про жінку для втіх). Була зроблена велика робота з відновлення початкового варіанта тексту, очищення роману від численних «доробок». Крім «Фанні Хілл» до збірки були включені «Принижені та зневажені» Ф. М. Достоєвського та «Золотий осел» Апулея. Видання привернуло увагу кампанії проти непристойності, організованої кількома поважними політичними діячами, що призвело до арешту власника книгарні в Нью-Йорку та клерка. Вирок книготорговцю в кінцевому підсумку було скасовано в суді штату і заборона на поширення «Фанні Хілл» у Нью-Йорку була знята. Нове видання також було заборонено за непристойність у Массачусетсі після того, як одна з жінок поскаржилася до Державної комісії з контролю за непристойною літературою. Високий суд штату Массачусетс ухвалив, що «Фанні Хілл» є непристойною, апеляція видавця була передана до Верховного суду. Свідками захисту на процесі виступили відомі письменники США, поети, критики, видавці, університетські викладачі. 1966 року Верховний суд США виніс рішення, в якому визнавалося, що «Фанні Хілл» не відповідає критеріям непристойної літератури.
Суддя Верховного суду Вільям О. Дуґлас навів п'ять основних аргументів на захист ухвали:
1. Оскільки Перша поправка до Конституції США забороняє цензуру висловлювання ідей, не пов'язаних із незаконними діями, Фанні Хілл не може бути заборонена.
2. Навіть з переважною думкою про тест як непристойний, книгу не можна вважати непристойною через суттєві докази того, що вона має літературне, історичне та соціальне значення.
3. Оскільки Перша поправка не дає права контролювати простий вираз, не має значення спосіб, яким рекламується та продається книга, яка, за загальним визнанням, має суспільну цінність.
4. Немає підстав думати, що «непристойна» мова перебуває «поза» захисту Першої поправки.
5. Жодні інтереси суспільства не виправдовують скасування гарантій свободи слова та друку і встановлення режиму цензури.

У рішенні зазначено:

Слід мати на увазі, що секс і непристойність — не одне й те саме. Непристойний твір — це такий твір, який використовує секс для збудження хтивості. Зображення ж сексу, навіть дуже відверте, наприклад, у живопису, літературі чи наукових працях, саме по собі не є підставою позбавляти цей твір конституційного захисту від зазіхання на свободу слова і друку. Секс, велика та таємнича сила, що впливає на людське життя, безперечно, викликає глибокий інтерес у людства протягом століть; він є однією з найістотніших сторін людського буття та суспільної турботи.

Судове рішення, що виправдало «Фанні Хілл», стало доленосним для американської літератури — за ним пішли публікації скандальних «Коханця леді Чаттерлей» Девіда Лоуренса, «Тропіка Рака» Генрі Міллера та інших. Крім цього, процес над «Фанні Хілл» привів до початку розробок тристороннього тесту (з'явиться лише у 1973 році), якому судилося прийти на заміну «Тесту Хікліна».

## Російське видання
1993 року в московському видавництві «Культура и традиции» вийшла «Фанні Хілл. Мемуари жінки для втіх, розказані Джоном Клеландом». Переклад виконав Володимир Місюченко за американським виданням 1963 року. У книзі використовувалися ілюстрації англійського художника 19 століття Обрі Бердслі. Надалі книга багаторазово перевидавалася. Нова версія перекладу була опублікована у 2002 році.

## Ілюстрації
Оригінальна робота не була ілюстрована, але багато видань цієї книги містили ілюстрації, що часто зображують сексуальні сцени роману. Деякі книготорговці були ув'язнені за «демонстрацію [не продажу] різним особам певної розпусної книги, що містить дуже непристойні зображення або гравюри».
Жодну зі сцен роману не обділили ілюстраціями — від першого гомосексуального досвіду до сцени бичування. Хоча у виданнях книги часто використовувалися ілюстрації, багато з них мали низьку художню якість. Першим винятком був набір меццо-тинтів що супроводжував одне видання, ймовірно, створений художником Джорджем Морландом і вигравіюваний його другом Джоном Рафаелем Смітом.

Ілюстрації Джорджа Морланда
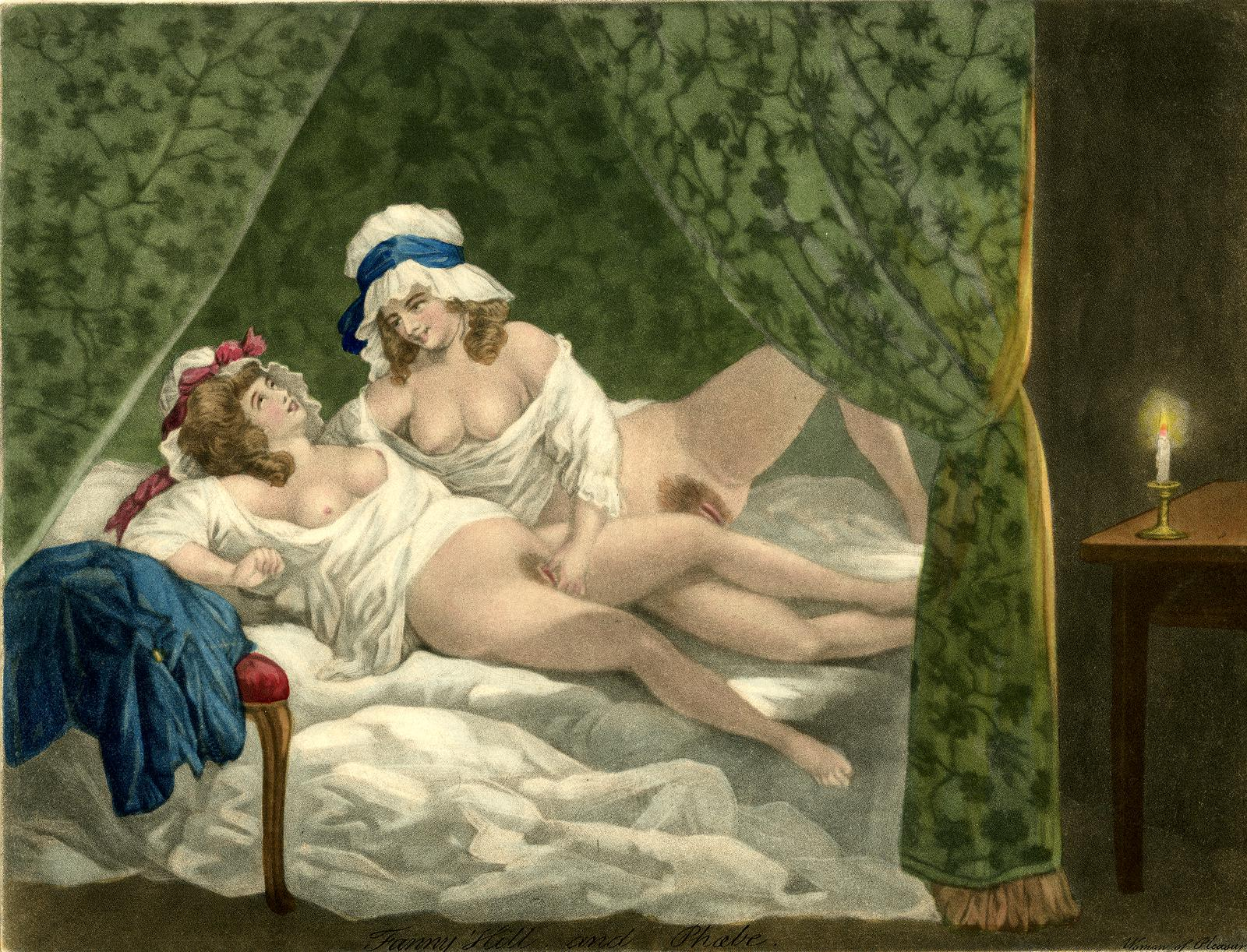
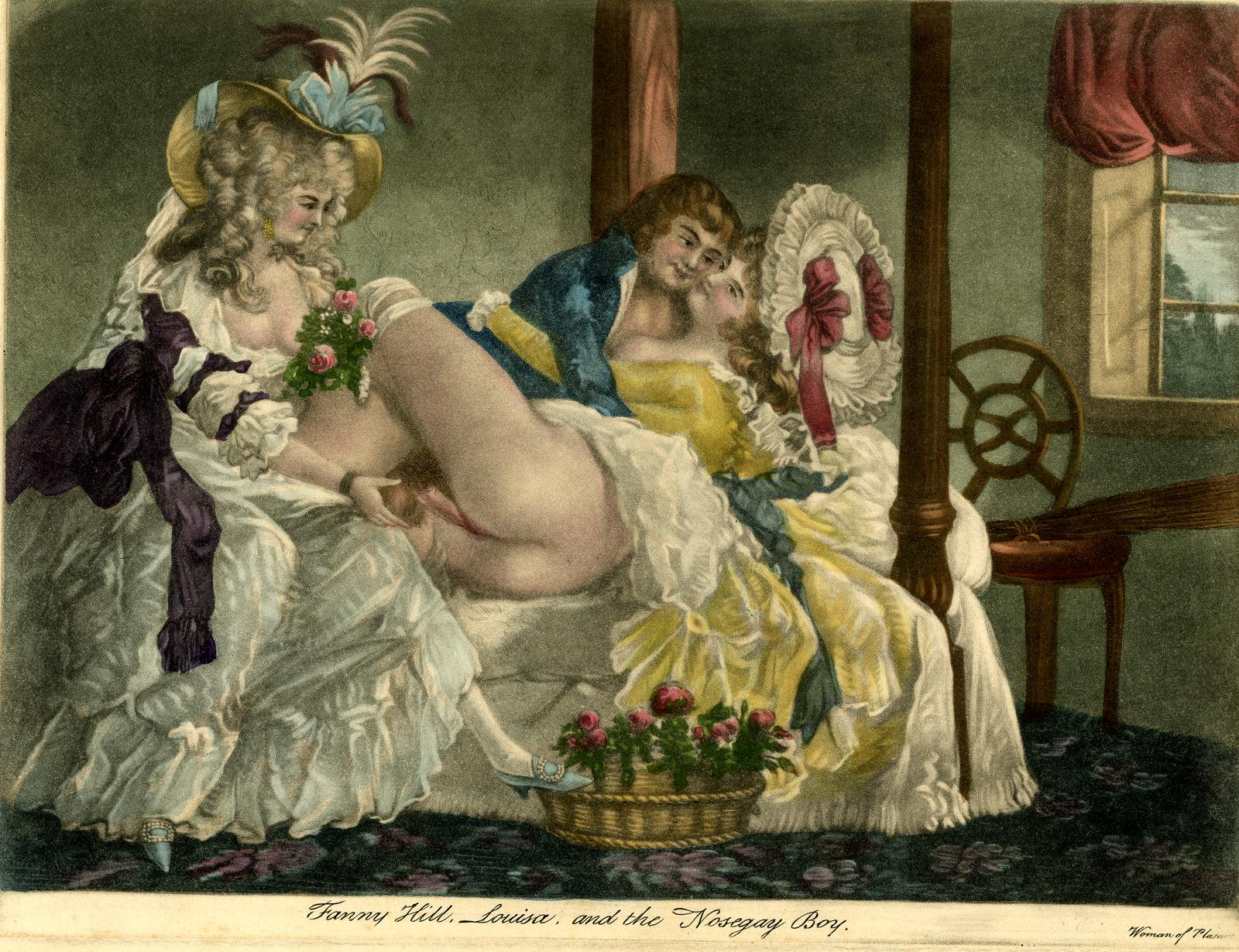

Дуже відомими стали 15 гравюр Едуарда Авріля для французького видання 1887 року, які потім були відтворені в англійському виданні 1908 року і в багатьох наступних.

Гравюри Едуарда Авріля
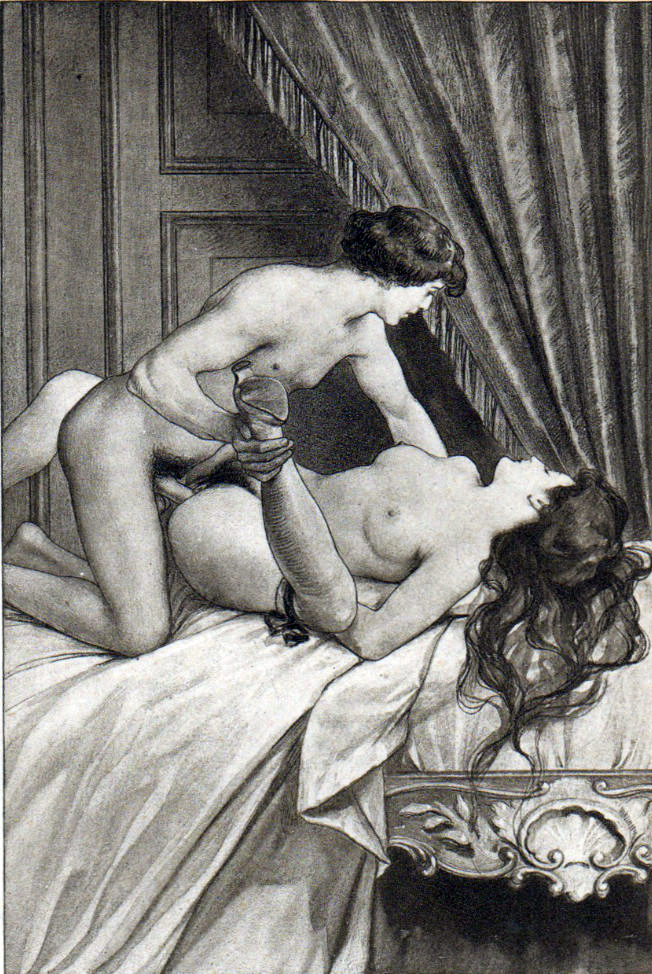
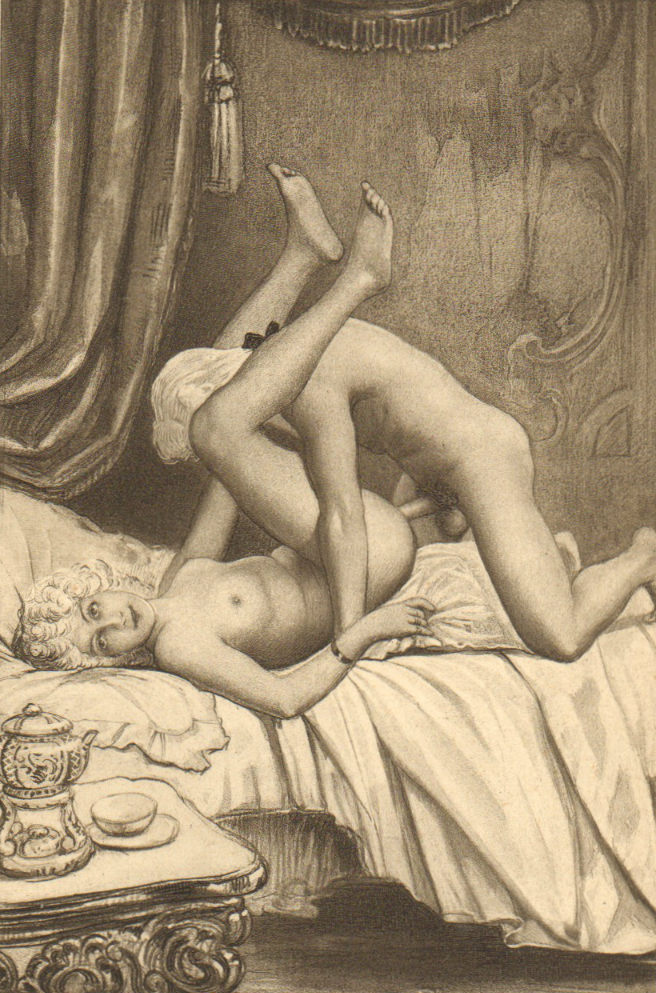
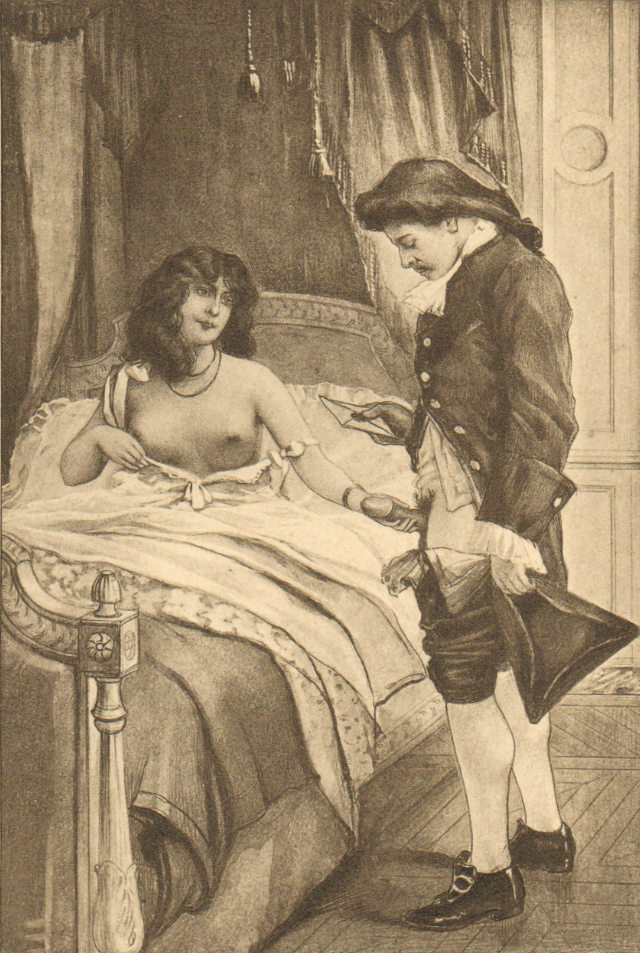
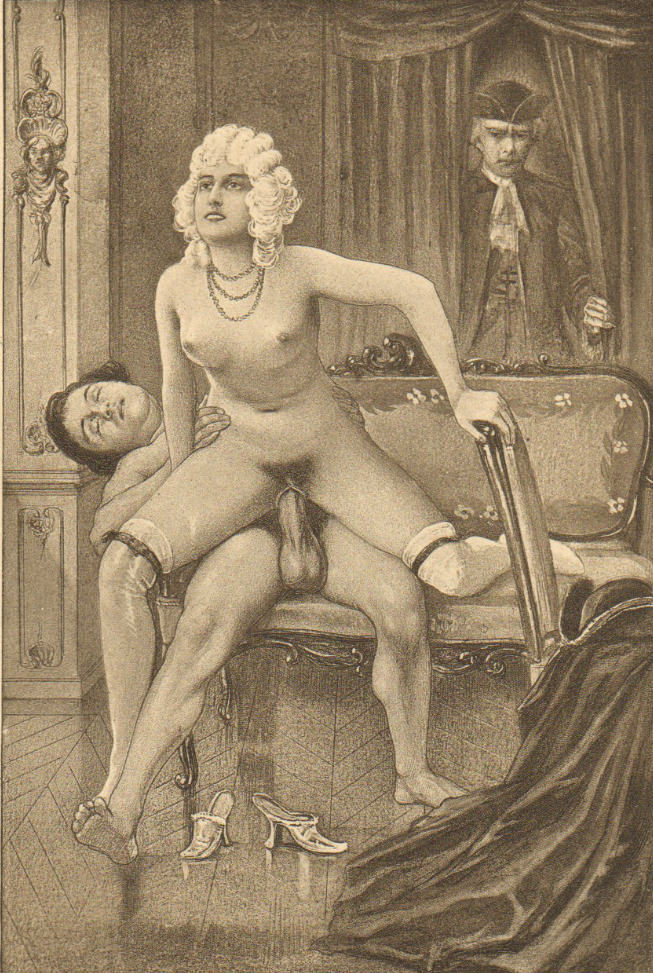
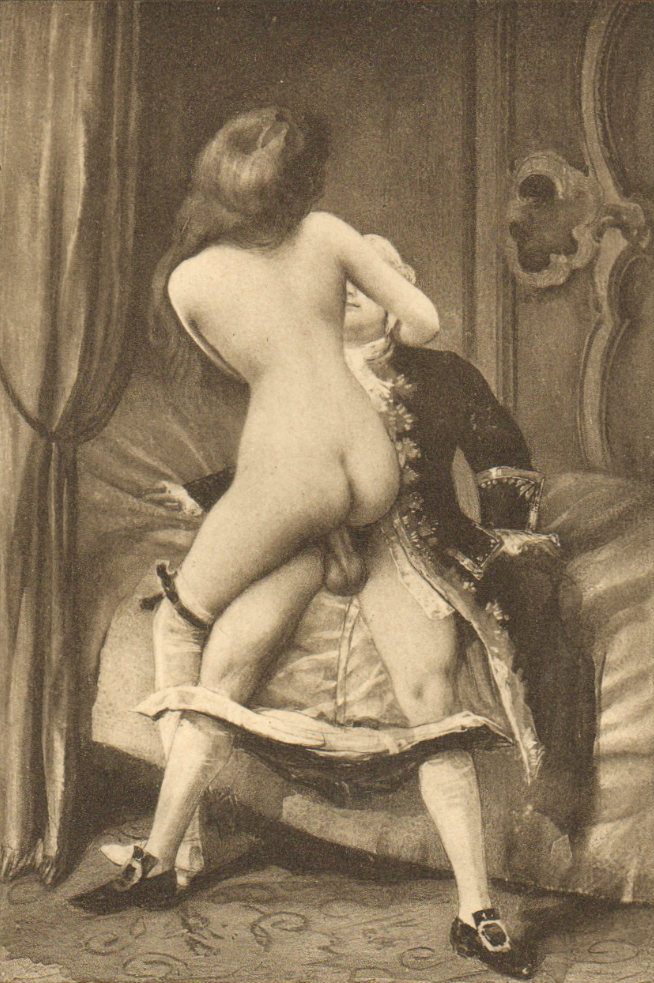
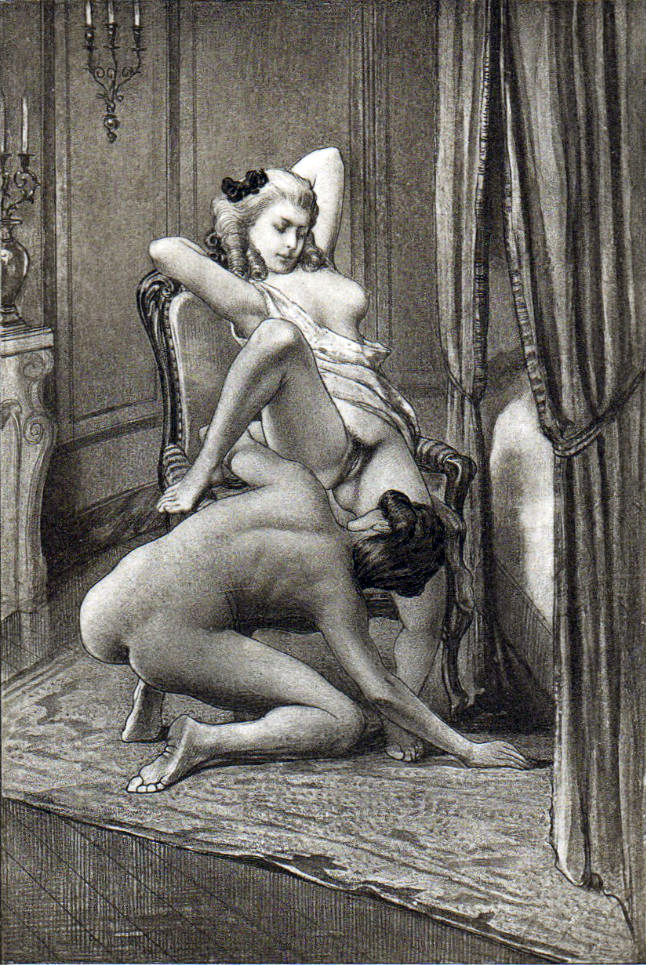
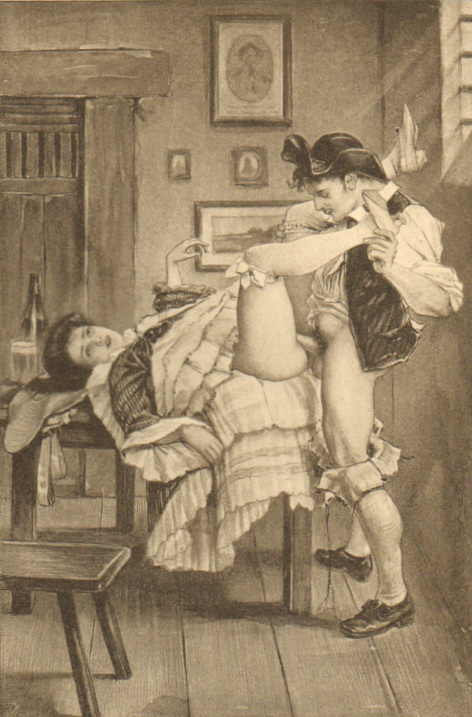
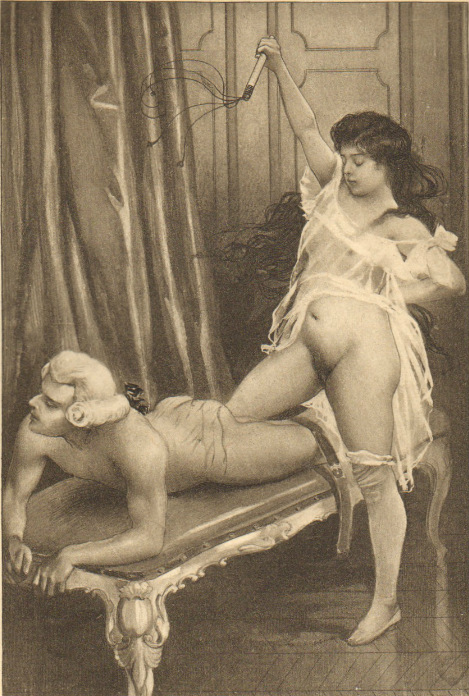
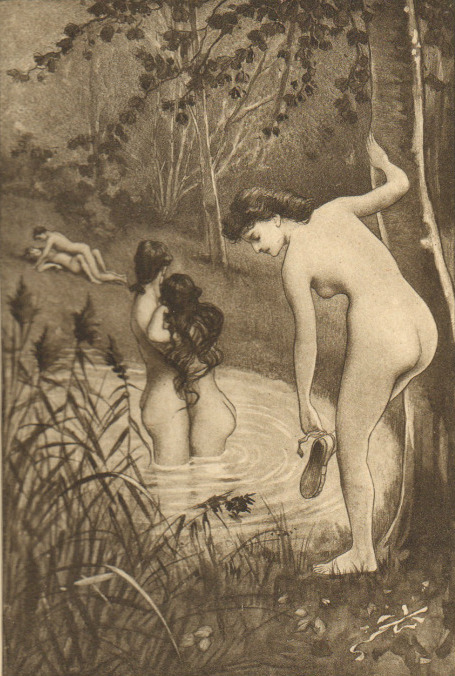
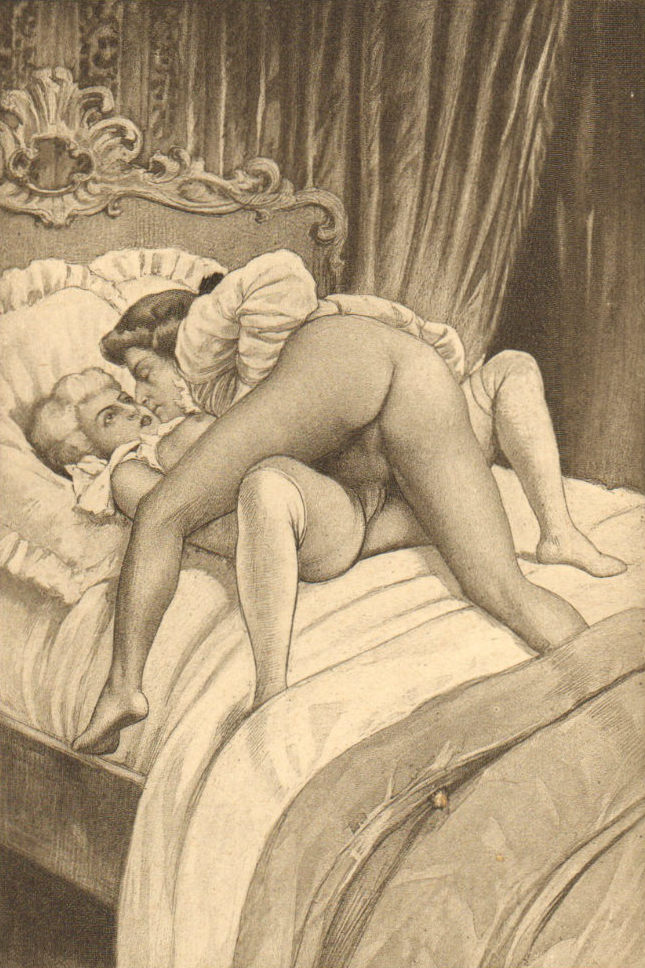
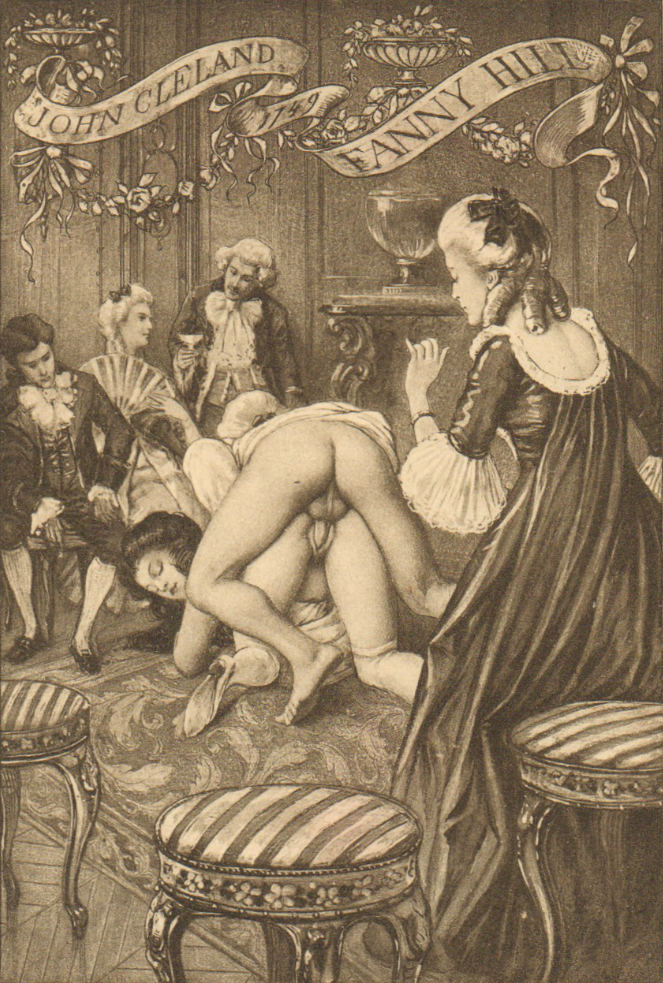
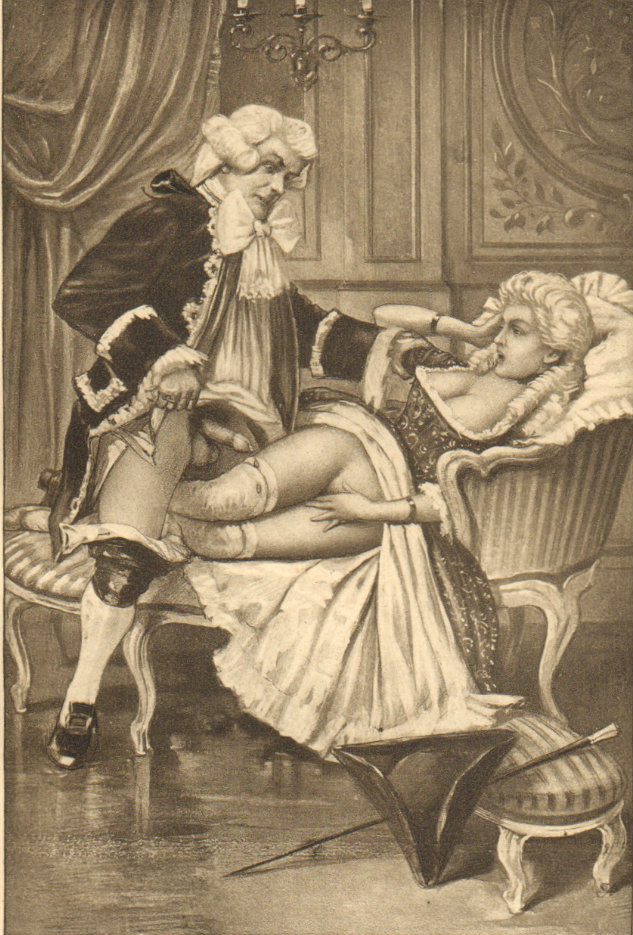

## Інтерпретація імені героїні
Зустрічаються твердження, що ім'я Fanny обрано тому, що у Великій Британії це слово може використовуватися для позначення вульви (раніше значення) або сідниць (сучасніше), а повна версія Fanny Hill є англізованим варіантом лат. mons veneris (курган Венери, тобто лобок). Проте такій інтерпретації не вистачає доказів. Для позначення жіночих геніталій термін «fanny» вперше зустрічається в 1830-х роках, і жоден словник 18 століття не містив подібних визначень. Fanny — досить поширене в минулому жіноче ім'я, яке на сьогодні зникло у Великій Британії, але збереглося в США. Воно походить від зменшувальних форм французького імені Frances (Френсіс, що означає «вільна»), а також іспанського Estefanía (Естефанія, Стефані, що означає «корона»). При цьому в США «fanny» не використовується в генітальному контексті. Ймовірно, що у Великій Британії саме роман «Фанні Хілл» спричинив перехід імені в термін.

## Порівняння з традиційними романами виховання
Оскільки в Англії 18 століття були табуйовані розмови про сексуальні дії, «Фанні Хілл» сильно відхиляється від норми в порівнянні з іншими творами того часу. Значна частина книг, що торкалася тема сексу, була написана у формі романів виховання (щоправда, цей термін з'явився дещо пізніше). У них основна увага приділялась навчанню жінок правильної поведінки та життю з максимальними чеснотами. Ці романи закликали жінок триматися подалі від сексуальних відхилень, бо якщо вони залишаться добродійними, вони зрештою будуть винагороджені. Незадовго до «Фанні Хілл» вийшов роман виховання Семюела Річардсона «Памела, або Винагороджена чеснота» (1740), в якому молода служниця зберігаючи свою чесноту протистоїть сексуальним спокусам, і врешті-решт одружується з багатим нареченим, що трактується винагородою за правильне життя.
«Фанні Хілл» багато хто вважає першою роботою свого часу, в якій основна увага приділялася ідеї, що сексуальні «відхилення» є діями для задоволення, які нікому не шкодять, а не приклади ганебної поведінки. Це можна побачити в тому, що Фанні добровільно бере участь у діях, які зазвичай вважаються поганими за стандартами суспільства, і вона ніколи не була покарана за них. Фактично, Фанні зрештою отримує свій власний щасливий фінал, коли вона знаходить Чарльза, одружується з ним і живе у статку. Це різкий контраст з такою роботою, як «Памела…», де сексу всіляко уникають заради збереження чесноти. Тим часом, у «Фанні Хілл» відбуваються зазвичай засуджені дії практично без негативних наслідків.
Колись вважалося, що сцена, в якій Фанні з огидою реагує на вигляд двох молодих хлопців, які займаються анальним сексом, була пізнішою вставкою, зробленою для піратських видань, але ця сцена присутня в першому виданні (стор. XXIII).
Дослідник Девід Маккракен (англ. David McCracken) пише про «Фанні Хілл» саме як про виховний роман. У сексуальному розвитку героїні він виділяє три стадії: невинність, експериментування та досвідченість. Маккракен особливо звертає увагу на те, як змінюється на різних етапах вибір слів для опису сприйняття Фанні фалоса, від якого вона відчуває і жах, і захоплення. Маккракен пов'язує зміну погляду на фалос з теорією Едмунда Берка про піднесене і прекрасне, згідно з якою слід виходити не з безпосередньої форми творів мистецтва, а з душевних спонукань людини. «Трактат Берка дає лексику для інтерпретації цих вражень, і, застосовуючи його теорію до описів фалоса, що робить Фанні, встановлюються межі для трьох розділів роману».
Американська дослідниця літератури Патрисія Спакс звертає увагу на опис у романі того, як сільське середовище спочатку позбавляло Фанні, на її думку, досвіду реального життя, і як вона вітає зусилля повій з її навчання. Оскільки Фанні швидко опинилась у своєму новому житті, у неї було мало часу, щоб подумати про сором і жаль через те, що вона чинить перелюб. Вона сором заміщує задоволенням від сексуальних контактів з чоловіками та жінками. Хоча ці почуття могли бути витіснені та забуті, вона згадуючи про своє минуле розмірковує про них. Фанні маскує свої думки описом сексуальних задоволень, але це не витісняє її емоції остаточно.
У романі є епізод, коли Фанні з Луїзою зустрічають хлопця на прізвисько «добродушний Дік», який має певну розумову ваду. Луїза спокушає хлопця, вважаючи, що відмінний фізичний стан Діка компенсує його психічну недорозвиненість. Ця сцена порушує питання про зґвалтування (як для Діка, так і для Луїзи) і як перехід спротиву в задоволення знімає можливе позначення зґвалтуванням того, що відбувається.

## У літературі та кіно
Через популярність і формальну відсутність автора була випущена безліч переробок та обробок книги. Ось лише деякі з них:
- «Справжні спогади Фанні Хілл» — авантюрний еротичний роман 1929 року французького письменника П'єра Мак-Орлана.
- Еріх фон Гота[en] на основі роману створив комікс.
- Фанні, правдива історія пригод Фанні Хакабаут-Джонс (1980) — переказ Ерікі Йонґ, що викладає історію з погляду Фанні, з персонажем Клеландом, який, як вона скаржиться, вигадав розповідь про її життя.
- Фанні Хілл[en] — фільм 1964 року, США/ФРН, в головних ролях Летісія Роман, Міріам Хопкінс, режисер Расс Меєр.
- The Notorious Daughter of Fanny Hill — фільм 1966 року, США.
- Фанні Хілл[en] — фільм 1968 року, Швеція.
- Фанні Хілл[en] — фільм 1983 року, ФРН/Велика Британія
- Паприка — фільм 1991 року, Італія, режисер Тінто Брасс.
- Фанні Хілл — фільм 1995 року, Велика Британія.
- Фанні Хілл — бродвейський мюзикл 2006 року.
- Фанні Хілл[en] — телесеріал 2007 року, Велика Британія, BBC, сценарій Ендрю Девіса, в головних ролях Саманта Бонд і Ребекка Найт[42].